# الحملة الصليبية الثالثة
الحملة الصليبية الثالثة (1189-1192)، وتعرف أيضًا باسم حملة الملوك، هي محاولة من قبل القادة الأوروبيين لاستعادة الأراضي المقدسة من صلاح الدين الأيوبي. كانت الحملة ناجحة إلى حد كبير، واحتُلت فيها مدنًا هامة مثل عكا ويافا، مسببة ضياع مكاسب فتوحات صلاح الدين الأيوبي، لكن فشلت القوات الصليبية في احتلال بيت المقدس، المسبب الرئيسي للحملات الصليبية.
بعد فشل الحملة الصليبية الثانية، حكم الزنكيون سوريا ووحدوها، ثم دخلوا في صراع مع حكام مصر الفاطميين. توحدت القوات المصرية والسورية في نهاية المطاف تحت قيادة صلاح الدين الأيوبي، الذي عمل على إسقاط الدول المسيحية واستعادة القدس في 1187. زادت الحماسة الدينية لدى هنري الثاني ملك إنجلترا وفيليب الثاني ملك فرنسا (المعروفة باسم فيليب أغسطس)، وأدى ذلك إلى القيام بمحاولة لإنهاء الصراعات القائمة بينهم لقيادة حملة صليبية جديدة. توفي هنري في 1189، ومع ذلك، أصبحت القوات الإنجليزية تحت قيادة خليفته الملك ريتشارد الأول (المعروف باسم ريتشارد قلب الأسد). استجاب الإمبراطور الروماني المقدس فريدريك بربروسا أيضًا للدعوة إلى الحملة، فعبر جيش ألماني ضخم الأناضول، لكنه غرق في نهر في آسيا الصغرى في 10 يونيو 1190 قبل الوصول إلى الأراضي المقدسة. سببت وفاته حزنًا كبيرًا لدى الصليبيين الألمان، وعادت أغلب قواته إلى الإمبراطورية.
بعد استرجاع الصليبيين لمدينة عكا من المسلمين، غادر فيليب رفقة خليفة فريدريك، ليوبولد الخامس دوق النمسا (المعروف باسم ليوبولد الفاضل)، الأراضي المقدسة في أغسطس 1191. في 2 سبتمبر 1192، وضع ريتشارد وصلاح الدين اللمسات الأخيرة على معاهدة تمنح المسلمين السيطرة على القدس مع السماح للحجاج العزل والتجار المسيحيين بزيارة المدينة. غادر ريتشارد الأراضي المقدسة في 2 أكتوبر. سمحت نجاحات الحملة الصليبية الثالثة للصليبيين بالحفاظ على نفوذ كبير في قبرص والساحل السوري. ومع ذلك، أدى عدم استعادة القدس إلى شن الحملة الصليبية الرابعة.

## خلفية

### توحيد مصر والشام

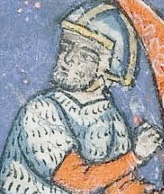
رسم إفرنجي للملك نور الدين الزنكي

بعد فشل الحملة الصليبية الثانية، سيطر نور الدين الزنكي على دمشق ووحد سوريا. من أجل توسيع سلطته، فرض نور الدين حكمه على الدولة الفاطمية في مصر. في 1163، بعث نور الدين القائد العسكري أسد الدين شيركوه، على رأس جيش إلى النيل. كان مرافقه شابًا هو ابن أخيه، صلاح الدين. بعد أن أصبحت قوات شيركوه قريبة من القاهرة، طلب الوزير المصري شاور المساعدة من ملك بيت المقدس أمالريك الأول. وفي رد على ذلك، أرسل أمالريك جيشًا إلى مصر لمهاجمة قوات شيركوه في بلبيس في 1164.
في محاولة لإبعاد الخطر الصليبي عن مصر، هاجم نور الدين أنطاكية، مما أدى إلى مجزرة ضد الجنود المسيحيين وأسر عدد من الزعماء الصليبيين، بما في ذلك بوهيموند الثالث، أمير أنطاكية. سحب كل من أمالريك وشيركوه قواته خارج مصر فيما بعد.

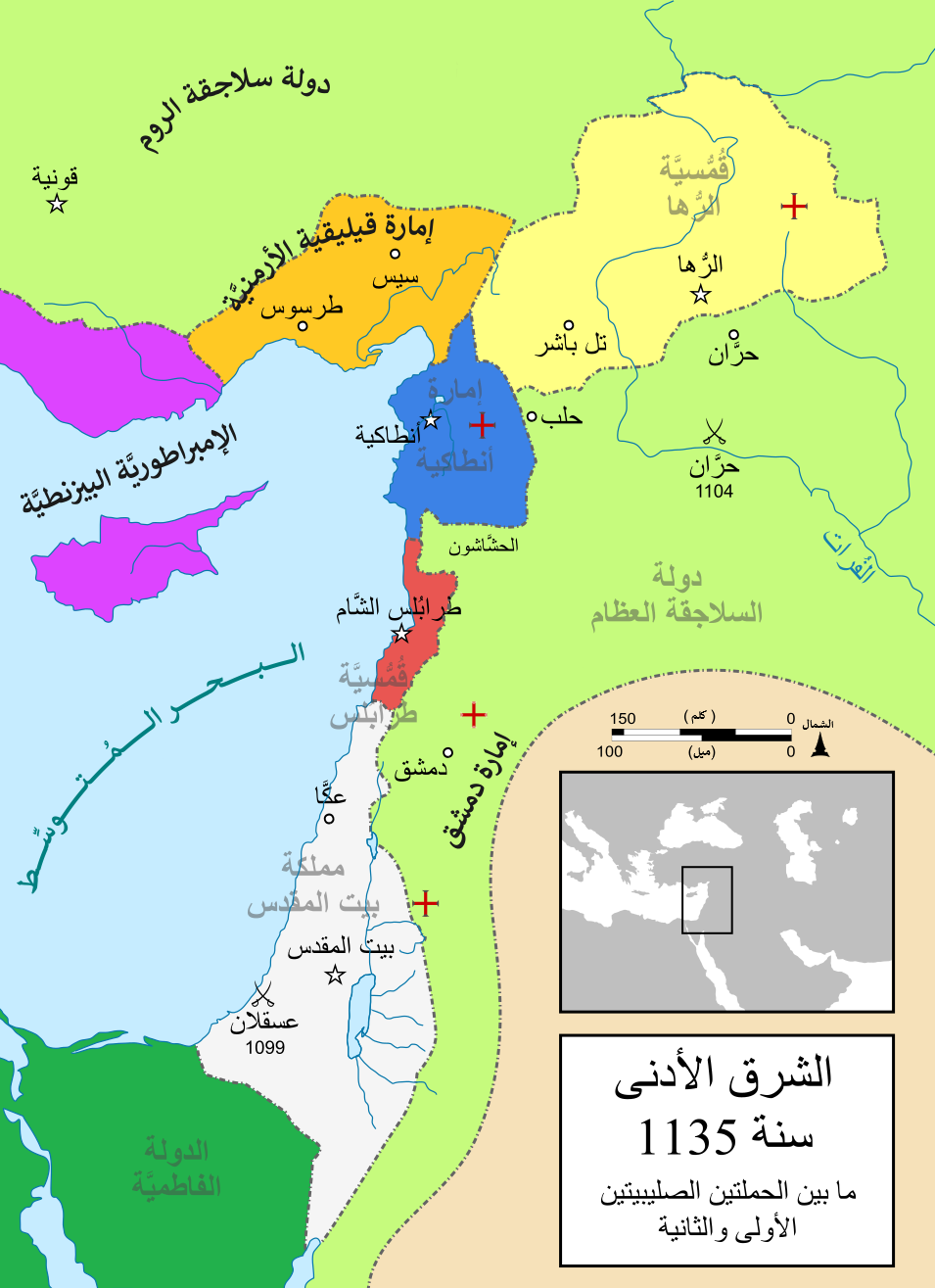
خريطة للدولة الصليبية سنة 1135، وتظهر فيها مملكة بيت المقدس التي سقطت في 1187 باللون الأبيض، المسبب الرئيسي للحملة الصليبية الثالثة.

في 1167، أرسل نور الدين أسد الدين شيركوه مرة أخرى لهزم الفاطميين في مصر. قام شاور مرة أخرى بطلب المساعدة من أمالريك للدفاع عن بلاده. لاحقت القوات المصرية–المسيحية المشتركة شيركوه حتى تراجع إلى الإسكندرية. خرق أمالريك تحالفه مع شاور عندما تحولت قواته في مصر إلى محاصرة مدينة بلبيس. بالرغم من أنه عدو سابق لشاور، حاول نور الدين إنقاذه من أمالريك. تراجع هذا الأخير عن حصار القاهرة لعدم تفوق جنوده على القوات المشتركة لنور الدين وشاور. أعطى هذا التحالف الجديد السلطة لنور الدين لحكم كل سوريا ومصر تقريبًا.

### فتوحات صلاح الدين

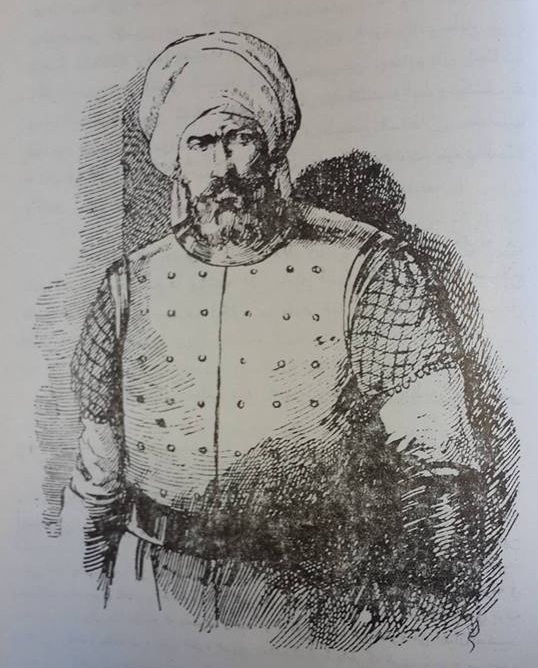
صلاح الدين في العقد الخامس من عُمره، عندما شرع بالجهاد ضد الصليبيين.

أعدم شاور بسبب تحالفاته مع القوات المسيحية وخلفه أسد الدين شيركوه في منصب وزير مصر. في 1169، توفي هذا الأخير بشكل غير متوقع بعد أسابيع فقط من حصوله على منصب الوزير. خلف شيركوه ابن أخيه، صلاح الدين يوسف، المعروف باسم صلاح الدين الأيوبي. توفي نور الدين في 1174، وترك إمبراطورًا جديدًا عمره 11 عامًا هو، الصالح إسماعيل. تقرر أن الرجل الوحيد الذي سيقود الجهاد ضد الفرنجة هو صلاح الدين، الذي أصبح سلطان مصر وسوريا وأسس الدولة الأيوبية.
توفي أمالريك أيضًا في 1174، وخلفه في عرش بيت المقدس ابنه البالغ من العمر 13 عامًا، بلدوين الرابع. على الرغم من معاناة بلدوين من الجذام، لكنه كان قائد عسكريًا كبيرًا، وهزم صلاح الدين في معركة مونتجيسارد في 1177، بدعم من أرناط، الذي كان قد هرب من السجن في 1176. زور أرناط في وقت لاحق اتفاقًا مع صلاح الدين للسماح بالتجارة الحرة بين المناطق المسلمة والمسيحية. هاجم أرناط أيضًا القوافل التجارية في جميع أنحاء المنطقة ووسع القرصنة في البحر الأحمر عن طريق إرسال فرق للإغارة على السفن، والاعتداء على مكة المكرمة نفسها. أغضبت هذه الأفعال العالم الإسلامي، مما أعطى لأرناط سمعة سيئة في منطقة الشام.

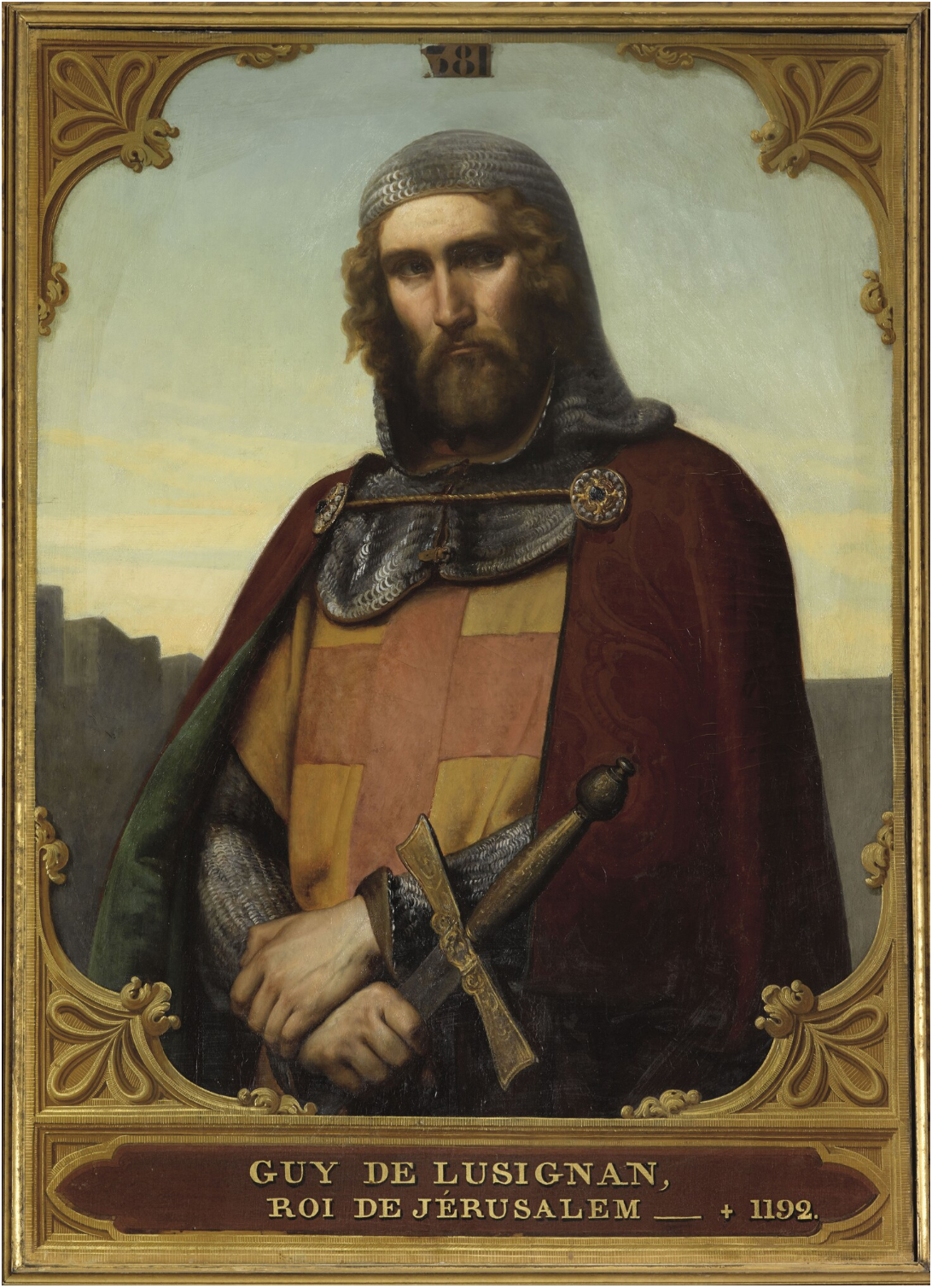
غي اللوزينياني، ملك بيت المقدس، قاد هذه الأخيرة في الحملة الصليبية الثالثة.

توفي بلدوين الرابع في 1185، وترك عرش المملكة لابن أخته بلدوين الخامس، الذي كان قد توج كملك ليرافق خاله في 1183. عاد ريموند الثالث الطرابلسي مرة أخرى إلى الصراع حول عرش بيت المقدس. في السنة التالية، توفي بلدوين الخامس قبل عيد ميلاده التاسع، وتوجت أمه الأميرة سيبيلا، شقيقة بلدوين الخامس، نفسها ملكة وزوجها، غي اللوزينياني، ملكًا. هاجم أرناط مرة أخرى قوافل التجار الأغنياء وحبس المسافرين في السجون. طالب صلاح الدين بالإفراج عن السجناء والبضائع المسروقة. أمر الملك غي الذي توج حديثًا أرناط بالاستجابة لمطالب صلاح الدين، ولكنه رفض أن يتبع أوامر الملك.

### حصار مملكة بيت المقدس

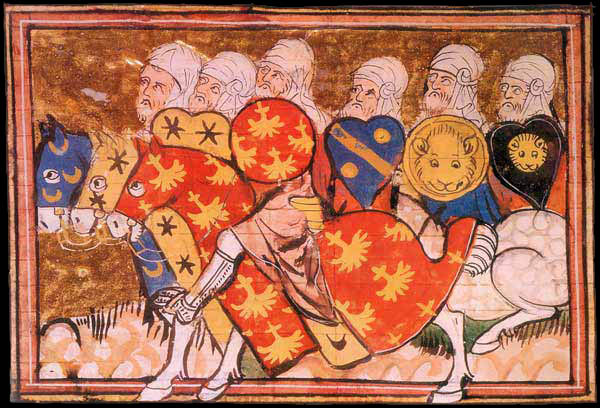
منمنمة فرنسية تعود لسنة 1337 تظهر الجيش الأيوبي.

أعطى رفض أرناط إيقاف أعماله الفرصة لصلاح الدين بالهجوم على مملكة بيت المقدس، وفي عام 1187، حاصر مدينة طبريا. نصح ريموند الصليبيين بالصبر، ولكن الملك غي، بناء على مشورة أرناط، سار بجيشه إلى حطين خارج طبريا. دمر الجيش الفرنجي، بسبب العطش وضعف الروح المعنوية، في المعركة التي حصلت بهذه المنطقة، ولم تعد المدينة مرة أخرى إلى السيطرة المسيحية حتى 1229.

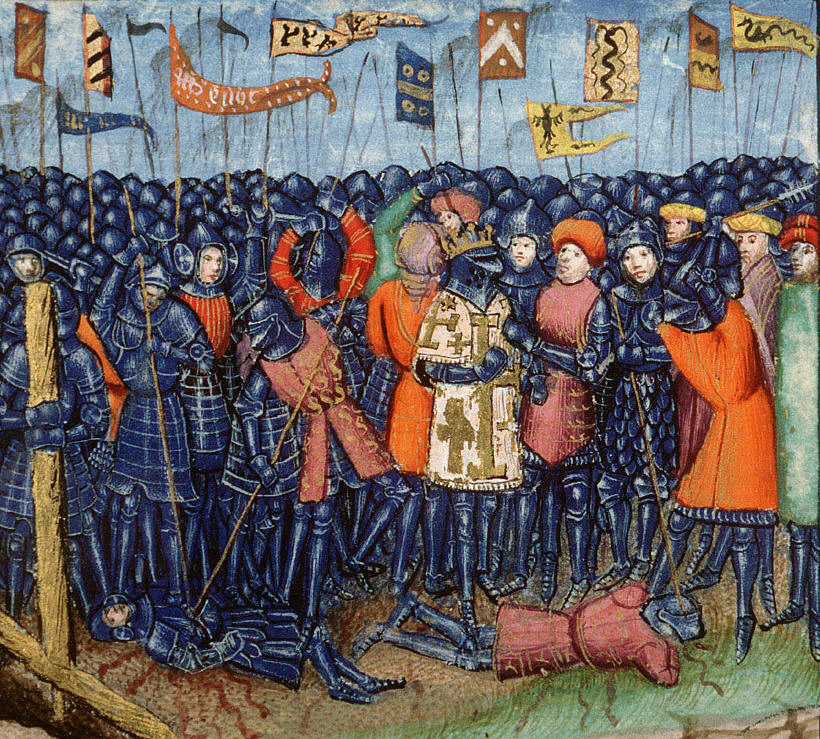
معركة حطين بين المسلمين والمسيحيين.

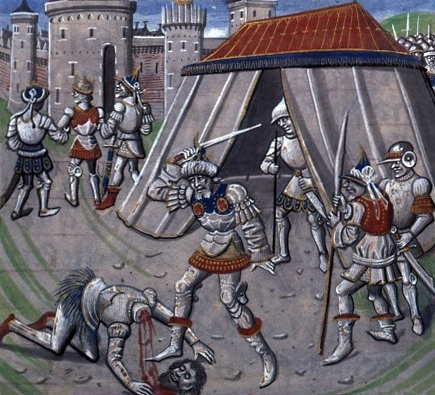
إعدام أرناط بعد معركة حطين.

نقل الملك غي وأرناط إلى خيمة صلاح الدين، حيث أعطاهم هذا الأخير الماء بسبب عطشهم الكبير. شرب غي من كأس به ماء ومن ثم مرره إلى أرناط. بعد أن أخد أرناط الكأس من الملك غي بدلًا من صلاح الدين، يعني أن هذا الأخير لن يضطر إلى تقديم الحماية إلى شخص غدره (كان يقول في نفسه أنه إذا أخد الماء شخصيًا منه، سوف تكون حياته آمنة). عندما قبل أرناط الشرب من أيدي الملك غي، قال مترجم لصلاح الدين، «يقول الملك: أنه هو الذي أحضره ليشرب». بعد ذلك، قطع صلاح الدين رأس أرناط لخيانته له. أكرم صلاح الدين الملك غي حسب التقاليد المتعارف عليها وتم إرساله إلى دمشق في نهاية المطاف، وهو واحد من عدد قليل من الأسرى الصليبيين الذين لم يعدموا.

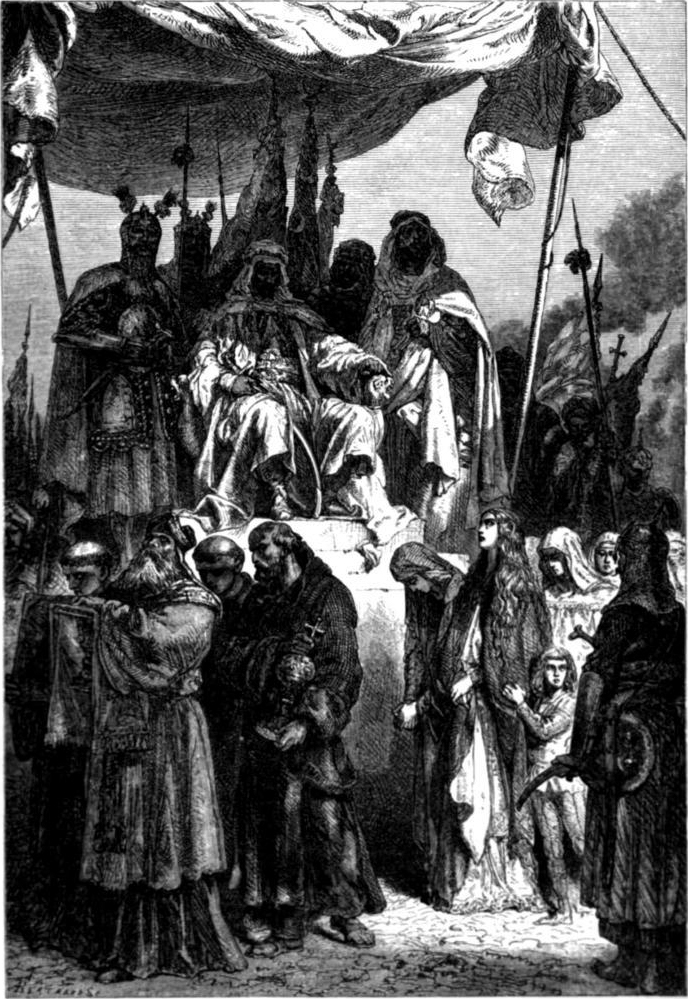
السكّان الفرنجة بين يديّ صلاح الدين بعد استرجاعه للقدس.

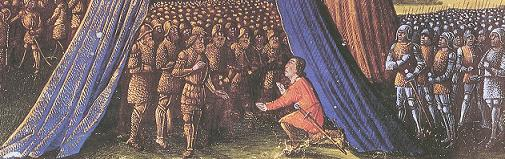
باليان بن بارزان صاحب الرملة ونابلس وحامي القدس، يُسلّم المدينة للسلطان صلاح الدين الأيوبي.

بحلول نهاية هذا العام، سيطر صلاح الدين على عكا والقدس. يقال البابا أوربان الثالث أنه انهار ومات عند سماع هذه الأخبار، ولكن في وقت وفاته، لم يكن قد وصل إليه خبر سقوط القدس، على الرغم من أن علم بهزيمة الصليبيين معركة حطين وسقوط عكا.

## الاستعدادات

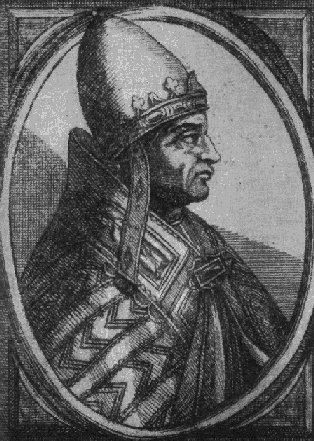
غريغوري الثامن، بابا الكنيسة الكاثوليكية الذي دعا إلى شن الحملة الصليبية الثالثة، بعد سقوط بيت المقدس.

أعلن البابا الجديد، غريغوري الثامن، أن استرجاع المسلمين للقدس كان عقابا من الله للمسيحيين بسبب خطاياهم في جميع أنحاء أوروبا. ثم صرخ داعيًا إلى حملة صليبية جديدة لاسترجاع الأراضي المقدسة. أنهى كل من هنري الثاني ملك إنجلترا وفيليب الثاني ملك فرنسا حربه مع الآخر، وفرض كل واحد منهما «عشور صلاح الدين» على مواطنيه لتمويل الحملة. في بريطانيا، قام بلدوين إكستر، كبير أساقفة كانتربري، بجولة في ويلز، وأقنع 3.000 رجل بالانضمام إليه وأعطاهم الأسلحة والصليب، ثم انضموا إلى رحلة جيرالد الويلزي.

## حملة فريدرش بربروسا

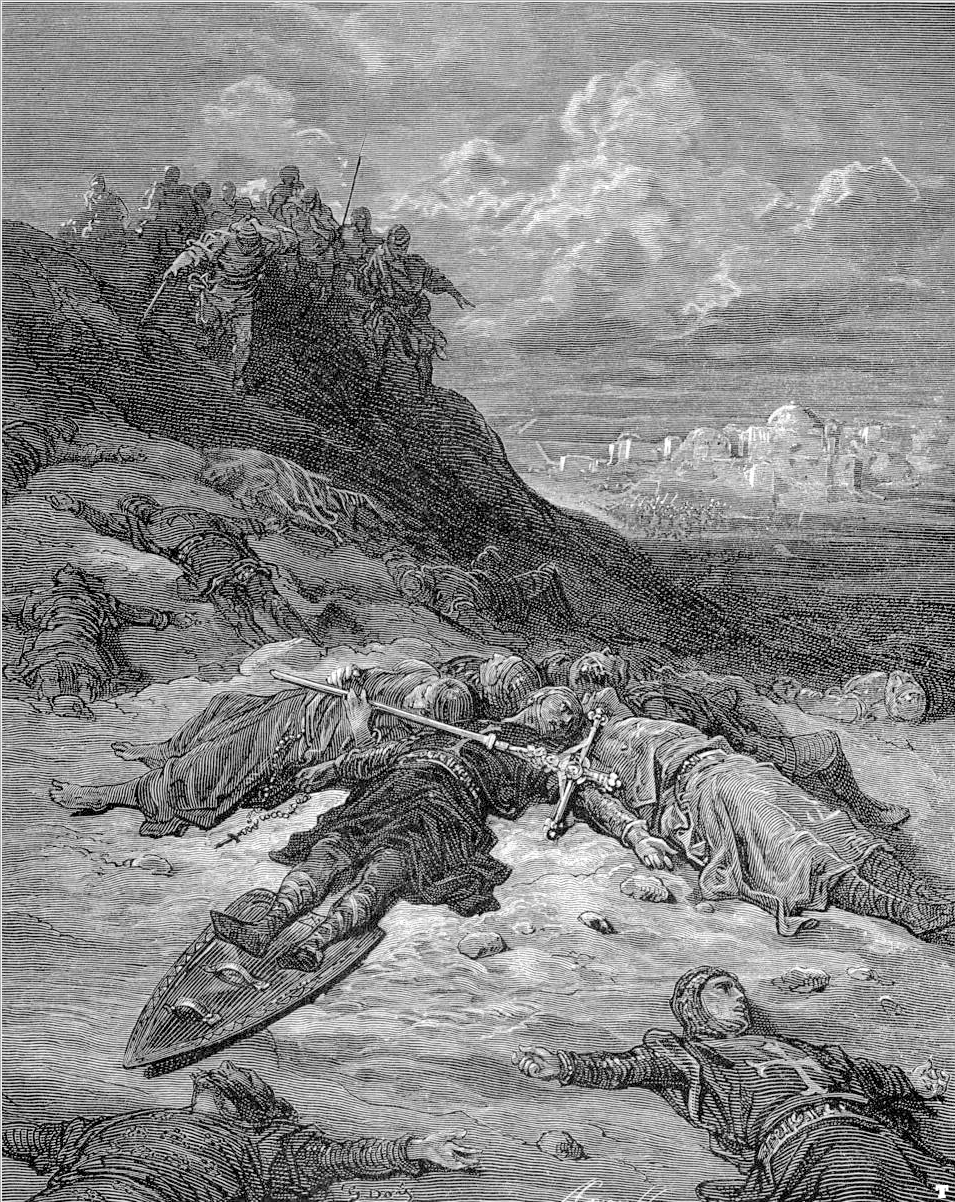
لوحة "وفاة فريدريك الألماني" لغوستاف دوريه.

استجاب الإمبراطور الروماني المقدس فريدرش الأول بربروسا للدعوة إلى الحملة على الفور. أخد فريدريك الصليب في كاتدرائية ماينتس في 27 مارس 1188، وكون جيشًا ليذهب به إلى الأراضي المقدسة في مايو 1189 يضم حوالي 100.000 رجل، بما في ذلك 20.000 فارس. ذهب جيش يتكون من 2.000 رجل بقيادة الأمير غيزا المجري، الأخ الأصغر للملك بيلا الثالث المجري، مع بارباروسا إلى الأراضي المقدسة.

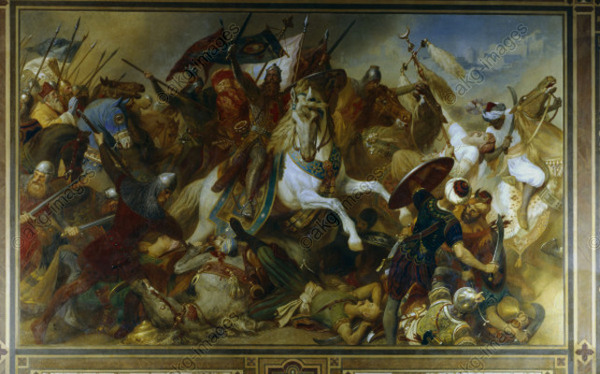
معركة قونية في 1190 بين الجيش الألماني وسلاجقة الروم.

قدم الإمبراطور البيزنطي إسحاق الثاني أنجلوس مبادرة تحالف سري مع صلاح الدين لعرقلة تقدم فريدريك الذي أحرزه في مقابل سلامة إمبراطوريته. وفي الوقت نفسه، وعدت سلطنة الروم فريدريك بالعبور من خلال الأناضول، ولكن فقد صبره بعد ذلك وفي 18 مايو 1190، حاصر الجيش الألماني قونية، عاصمة السلطنة. عندما كان يعبر نهر السالف في 10 يونيو 1190، ألقى حصان فريدريك هذا الأخير، فوق الصخور، ثم غرق في النهر. بعد هذا، عاد أغلب جنوده إلى ألمانيا تحسبًا للانتخابات الإمبراطورية القادمة. قاد نجل الإمبراطور فريدريك الشوابي، 5.000 رجل ظلوا هناك إلى أنطاكية. أزيل لحم الإمبراطور وبقيت عظامه، وتم وضعها في كنيسة سانت بيتر؛ حيث تم وضعها في حقيبة من أجل استمرار الحملة الصليبية. ومع ذلك، في أنطاكية، كان الجيش الألماني مريضًا بالحمى. طلب الشاب فريدريك المساعدة من صهر كونراد المونفيراتي لقيادة جنوده إلى عكا، عبر طريق صور، حيث دفنت عظام والده.

## انطلاق الملكين ريتشارد وفيليب
توفي هنري الثاني ملك إنجلترا في 6 يوليو 1189 بعد هجوم مفاجئ عليه من قبل ابنه ريتشارد قلب الأسد والملك فيليب الثاني. صعد ريتشارد إلى عرش البلاد بعد حفل تتويج وبدأ فورًا بمحاولة جلب الأموال من أجل الحملة الصليبية. في هذه الأثناء، غادر بعض رعاياه البلاد عن طريق البحر. غزا بعض هؤلاء الرعايا جنبًا إلى جنب مع أشخاص من الإمبراطورية الرومانية المقدسة وفرنسا مدينة أندلسية في إيبيريا خلال صيف عام 1189، قبل مواصلة التقدم الأراضي المقدسة. في أبريل 1190، رحل الملك ريتشارد في أسطول من دارتموث تحت قيادة ريتشارد الكامفيلي وروبرت السابلي في طريقهم للقاء الملك فيليب في مارسيليا. ساعدت أجزاء من هذا الأسطول سانشو الأول ملك البرتغال على هزيمة الدولة الموحدية في شنترين وتوريس نوفاس، في حين نهبت مجموعة أخرى لشبونة المسيحية، إلا أنه تم توجيهها من قبل العاهل البرتغالي. اجتمع ريتشارد وفيليب الثاني في فرنسا في فيزيلاي ثم ذهبا معًا في 4 يوليو 1190 إلى ليون حيث افترقا ثم اتفقا على أن يلتقيا معا مرة أخرى في صقلية؛ أرسل ريتشارد مع حاشيته، 800 رجل، ذهبوا إلى مارسيليا وذهب فيليب في المقابل إلى جنوة. وصل ريتشارد إلى مارسيليا ووجد أن أسطوله لم يصل بعد؛ لكنه سرعان ما تعب من انتظاره وتركيب السفن، ثم ترك صقلية في 7 أغسطس، حيث زار العديد من الأماكن في إيطاليا في طريقه ووصل إلى ميسينا في 23 سبتمبر. وفي الوقت نفسه، وصل الأسطول الإنجليزي في نهاية المطاف إلى مارسيليا في 22 أغسطس، ووجد أن ريتشارد قد ذهب، ثم أبحر مباشرة إلى ميسينا، ووصل قبله إليها في 14 سبتمبر. استأجر فيليب أسطول جنوة لنقل جيشه، الذي تألف من 650 فارس، 1.300 حصان، و 1.300 إقطاعي إلى الأراضي المقدسة عن طريق صقلية.

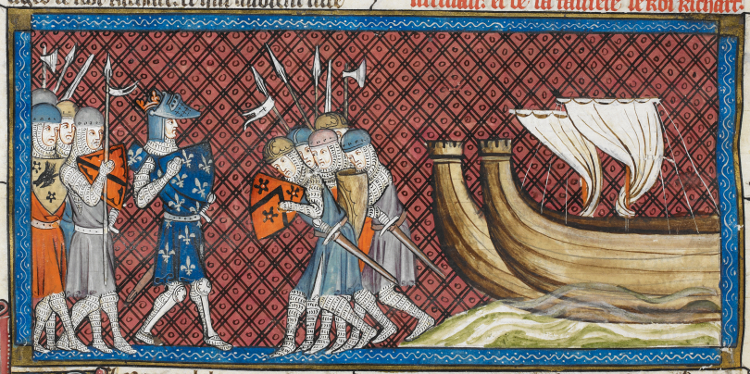
وصول فيليب الثاني إلى فلسطين.

توفي ويليام الثاني ملك صقلية قبل الحملة بسنة، وخلفه تانكريد، الذين سجن جوان، زوجة وليام وشقيقة الملك ريتشارد. احتل هذا الأخير مدينة ميسينا في 4 أكتوبر 1190 وتم الإفراج عن جوان. اختلف فيليب وريتشارد على مسألة زواج هذا الأخير، حيث قرر الزواج من بيرنغاريا النافارية، وبذلك يكون قد أنهى خطوبته من أليس، شقيقة فيليب والتي استمرت طويلا. ترك فيليب صقلية مباشرة متوجها إلى الشرق الأوسط في 30 مارس 1191 ووصل إلى صور في منتصف مايو؛ انضم إلى حصار عكا في 20 مايو. لم يترك ريتشارد صقلية حتى 10 أبريل.
بعد وقت قصير من الانطلاق من صقلية، قام الملك ريتشارد بتسليح 180 سفينة و 39 قادس لكنهم تضرروا بسبب عاصفة عنيفة. تحطمت العديد من السفن وضاعت كميات كبيرة من الأموال التي جمعت للحملة الصليبية. اكتشف ريتشارد بعد ذلك أن إسحاق دوقاس كومنينوس القبرصي استولى على هذه الأموال. دخل ريتشارد ليماسول في 6 مايو والتقى بإسحاق، الذي وافق على إعادة أموال ريتشارد وإرسال 500 من جنوده إلى الأراضي المقدسة. أنشأ ريتشارد معسكرا في ليماسول، وزار غي اللوزينياني، ملك بيت المقدس، وتزوج بيرنغاريا التي توجت ملكة. عندما زار قلعة فاماغوستا، أمر إسحاق ريتشارد بترك الجزيرة. ألح إسحاق كثيرا على ريتشارد بترك الجزيرة في غضون أيام، وغادرها أخيرا في 5 يونيو 1191.

## حصار عكا

الممالك الصليبية عام 1190 ومعارك الحملة الصليبية الثالثة.

أخرج صلاح الدين الملك غي اللوزينياني من السجن في 1189. حاول غي قيادة القوات المسيحية في صور، ولكن زادت قوة كونراد المونفيراتي بعد دفاعه عن المدينة وصده هجمات المسلمين. حول غي انتباهه إلى ميناء عكا الثري. جمع دي لوزينيان جيشا لمحاصرة المدينة وحصل على المعونة من الجيش الفرنسي بعد وصول فيليب. لم تكن الجيوش الصليبية المشتركة كافية لمواجهة صلاح الدين، ومع ذلك، ظلت هذه القوات تحاصر المدينة. في صيف 1190، تفشى مرض غير معروف بمخيم، كان فيه الملكة سيبيلا وبناتها وقد ماتوا بسببه. سعى غي، على الرغم من أنه أصبح ملكًا عن طريق الزواج فقط، إلى الاحتفاظ بالعرش، رغم أن الوريث الشرعي كان هو إيزابيلا أخت سيبيلا. بعد تعجيل ترتيبات الطلاق من همفري الرابع التوروني، تزوجت إيزابيلا من كونراد المونفيراتي الذي أصبح ملكًا بعد تزوجه منها.
خلال فصل الشتاء في 1190–91، تفشى مرض الحمى كثيرًا، والذي مات بسببه فريدريك الشوابي، البطريرك هرقل المقدسي، وتيوبالد الخامس البلوي. عندما حل فصل الربيع في 1191، وصل ليوبولد الخامس دوق النمسا بما تبقى من القوات الإمبراطورية الرومانية المقدسة. وصل فيليب الثاني أغسطس مع قواته من صقلية في مايو. وصل جيش صليبي آخر تحت قيادة ليو الأول الأرمني أيضًا.
وصل ريتشارد إلى عكا في 8 يونيو 1191 وبدأ فورًا في قيادة قواته في حصار المدينة، التي استرجعها في 12 يوليو. تشاجر ريتشارد، فيليب، وليوبولد حول كيفية توزيع غنائم الحصار والنصر. لم يطبق ريتشارد القواعد الألمانية في هذا الأمر، وتجاهل مطالب ليوبولد بتطبيقها. أثناء الصراع حول عرش بيت المقدس، دعم ريتشارد غي اللوزينياني، في حين دعم فيليب وليوبولد كونراد المونفيراتي، الذي كان على علاقة بهما على حد سواء. وتقرر أن غي اللوزينياني سيواصل حكمه للمملكة وسيخلفه كونراد المونفيراتي عند وفاته. أصبح فيليب في ذلك الوقت في حالة صحية سيئة وقد أصابه الإحباط، مما أدى إلى سحب كل من فيليب وليوبولد لجيوشهما من الأراضي المقدسة في أغسطس، وغادروها في نفس الشهر. ترك فيليب 10.000 جندي صليبي فرنسي هناك و 5.000 قطعة فضية لتدفع لهم.

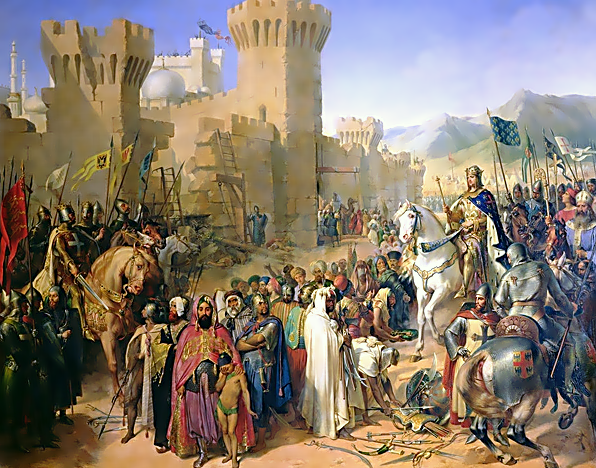
فيليب الثاني أغسطس في عكا بعد سقوطها.

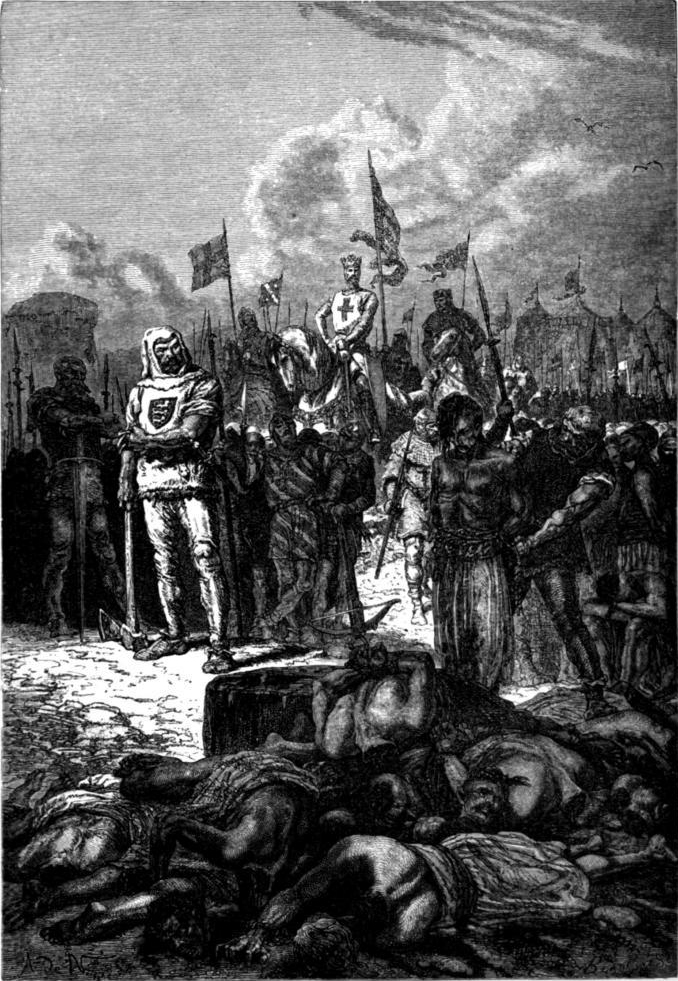
مذبحة عكا على يد ريتشارد قلب الأسد.

في 18 يونيو، بعد فترة وجيزة من وصول ريتشارد إلى يافا، بعث هذا الأخير رسولًا إلى صلاح الدين يحمل رسالة يطلب منه فيها أن يجتمعا وجهًا لوجه. رفض صلاح الدين، قائلًا أنهما لن يجتمعا من بعضه البعض إلا بعد أن يوافق ريتشارد على معاهدة سلام، «كبادرة حسن نية لإنهاء هذه الحملة الصليبية». لم يلتق الملكان قط، على الرغم من أنهما تبادلا الهدايا وقام ريتشارد بعدد من الاجتماعات مع العادل، شقيق صلاح الدين. حاول صلاح الدين التفاوض مع ريتشارد للإفراج عن حامية الجند المسلمة الأسيرة، والتي تضم النساء والأطفال. ومع ذلك، في 20 أغسطس، فكر ريتشارد بأن صلاح الدين قد تأخر كثيرًا، فقام بقطع رأس 2.700 سجين مسلم، وقد حاول الجيش الأيوبي إنقاذهم دون جدوى. رد صلاح الدين بقتل كل السجناء المسيحيين الذين كان قد أسرهم.

## معركة أرسوف

مخطط لمعركة أرسوف.

بعد احتلال عكا، قرر ريتشارد الذهاب إلى مدينة يافا. كانت السيطرة على يافا ضرورية قبل محاولة الهجوم على بيت المقدس. ومع ذلك، في 7 سبتمبر 1191، هاجم صلاح الدين جيش ريتشارد في أرسوف، 30 ميل (50 كم) شمال يافا. حاول صلاح الدين مضايقة جيش ريتشارد وكسر شوكته. حافظ جيش ريتشارد على موقفه الدفاعي، ومع ذلك، قطع الفرسان خطوط إمداد الجناح الأيمن لقوات صلاح الدين. أمر ريتشارد بشن هجوم مرتد عام، مكنه من الفوز بالمعركة. كانت أرسوف نصرًا هاما. لم يتم تدمير الجيش الإسلامي، على الرغم من الخسائر الكبيرة، لكنه هزم في النهاية؛ كان يعتبر هذا عارًا على المسلمين، ورافعًا لمعنويات الصليبيين. أنقصت أرسوف سمعة صلاح الدين الأيوبي باعتباره قائدا لا يقهر وأثبتت شجاعة وحنكة ريتشارد العسكرية. كان هذا الأخير قادرًا على تنفيذ إستراتيجية دفاعية لإبقاء الأراضي التي استرجعها في يده، واحتلال يافا، هي الخطوة الأخيرة للتحرك نحو استرجاع بيت المقدس. سبب استرجاع الساحل من أيدي صلاح الدين خطرًا كبيرًا على القدس.

## التقدم نحو القدس، قتل الملك، والمفاوضات

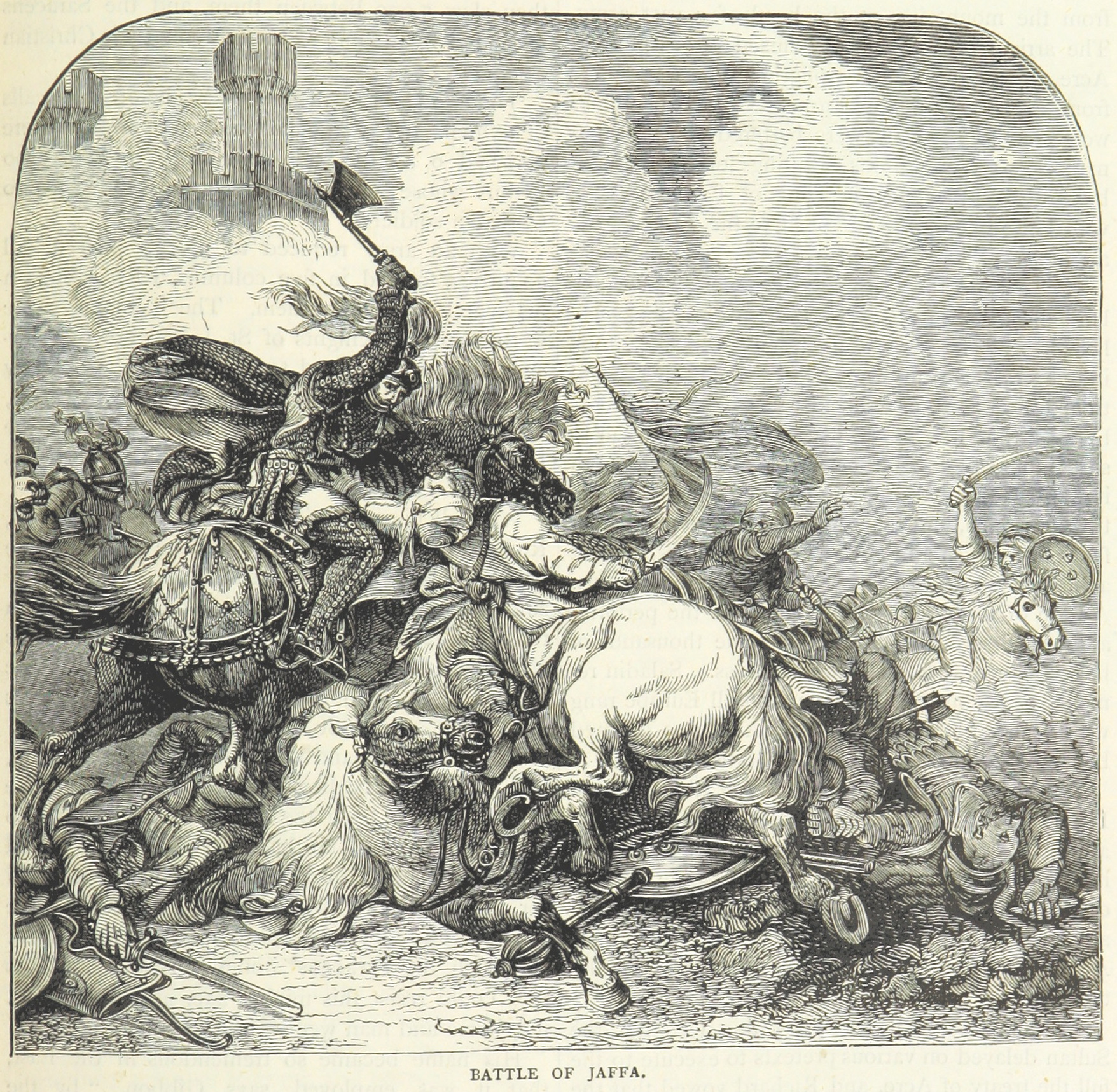
رسم يظهر معركة يافا في 1192.

بعد فوزه في أرسوف، احتل ريتشارد يافا وأسس معسكره الجديد هناك. قام هذا الأخير ببدء المفاوضات مع صلاح الدين الذي أرسل شقيقه، العادل (المعروف باسم «صفاء الدين» عند الفرنجة)، للقاء ريتشارد. فشلت المفاوضات، والتي اشتملت على محاولة أخت ريتشارد، جوان، وبسبب هذا، سار ريتشارد إلى عسقلان، التي كان قد هدمها صلاح الدين في الآونة الأخيرة.

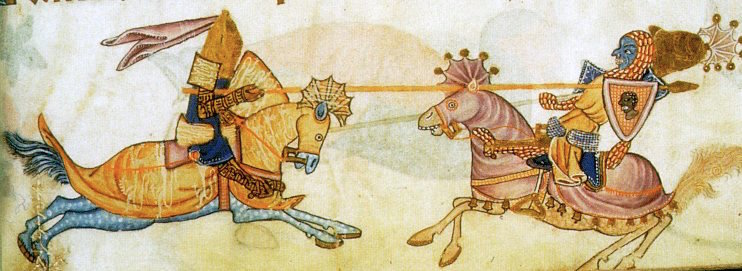
منمنمة تعود للقرن الثالث عشر، تظهر مبارزة خيالية بين ريتشارد قلب الأسد وصلاح الدين الأيوبي.

في نوفمبر 1191، تقدم الجيش الصليبي نحو القدس. في 12 ديسمبر، اضطر صلاح الدين بسبب ضغط أمراءه إلى حل الجزء الأكبر من جيشه. نتيجة لهذا، أكمل جيش ريتشارد تقدمه، وقد احتفل هذا الأخير بالكريسماس في اللطرون. سار الجيش بعد ذلك إلى بيت النوبة، التي تبعد 12 كيلومترًا فقط من القدس. كانت معنويات المسلمين في القدس منخفضة جدًا لأن وصول الصليبيين ربما قد يتسبب في سقوط المدينة بسرعة. أدى سوء الأحوال الجوية، الطقس البارد جدًا وهطول الأمطار الغزيرة والعواصف، جنبًا إلى جنب مع الخوف ما إذا كان الجيش الصليبي سيحاصر القدس إلى العدول عن فكرة تراجع الصليبيين إلى الساحل.
دعا ريتشارد كونراد للانضمام إليه في حملته، لكنه رفض، بسبب تحالف ريتشارد مع الملك غي. تفاوض كونراد أيضًا مع صلاح الدين ليمنع أي محاولة لريتشارد لانتزاع صور منه وإعطاءها لغي اللوزينياني. ومع ذلك، في أبريل، اضطر ريتشارد إلى قبول كونراد ملكًا للقدس بعد الانتخابات التي عقدها نبلاء المملكة. لم يوافق غي على نتائج الانتخابات على الإطلاق؛ باع ريتشارد قبرص لهذا الأخير كتعويض. قبل أن يتوج، كان كونراد قد طعن حتى الموت من قبل حشاشيْن اثنين في شوارع صور. بعد ثمانية أيام، تزوج ابن أخ ريتشارد، هنري الثاني الشامباني، الملكة إيزابيلا التي كانت حامل بطفل كونراد. كان يشتبه كثيرًا أن قتلة الملك قد أخدوا التعليمات من ريتشارد.
خلال أشهر الشتاء، احتل ودمر جيش ريتشارد مدينة عسقلان، والتي كان قد هدم صلاح الدين تحصيناتها في وقت سابق. شهد ربيع عام 1192 استمرار المفاوضات والمناوشات بين القوات المتعارضة. في 22 مايو، احتل مدينة داروم الاستراتيجية الهامة المحصنة الواقعة على حدود مصر، بعد خًمسة أيام من القتال العنيف. تقدم جيش صليبي آخر مسبقا نحو القدس، وفي يونيو، أصبح قريبًا جدًا من المدينة، لكنه تراجع مرة أخرى، وهذه المرة بسبب الصراع بين قادته. على وجه الخصوص، أراد ريتشارد وغالبية الجيش مهاجمة صلاح الدين في عقر داره عن طريق غزو مصر، لكي يتخلى عن بيت المقدس. كان قائد الوحدات الفرنسية هو دوق بورغونيا، ومع ذلك، كان هذا الأخير مُصِرًّا على أن يقود الهجوم المباشر على القدس. أضعف تقسيم الدوق للجيش الصليبي إلى قسمين من قوته، ولم ينجح في تحقيق أهدافه بسبب هذا. أراد ريتشارد أن يصاحب جيشًا صغيرًا معه للهجوم على القدس، لكن رفضت قيادة الجيش الصليبي. اضطر جيش المسيحيين إلى التراجع نحو الساحل بسبب عدم وجود قيادة موحدة له.

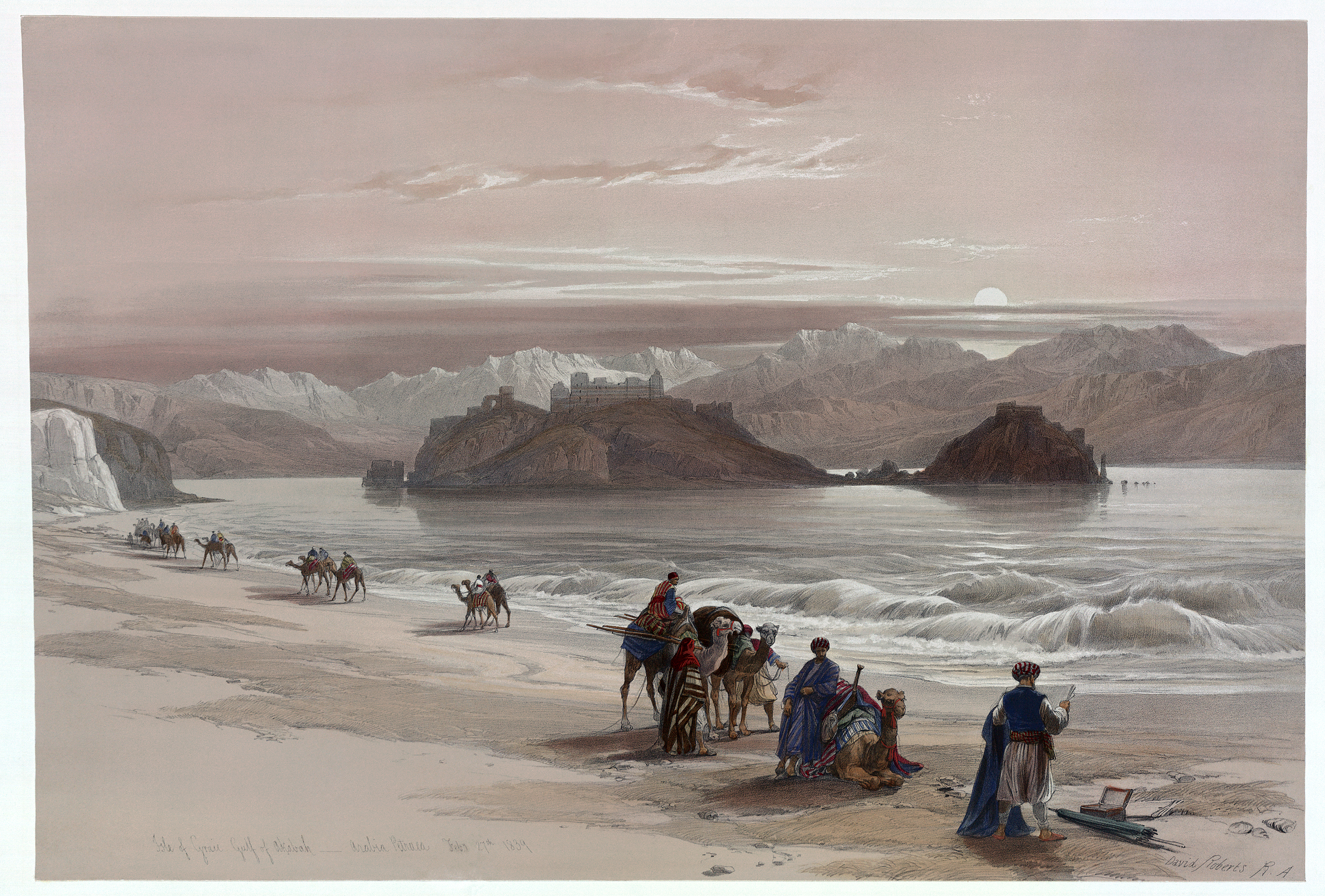
صورة تظهر اتفاق صلاح الدين وريتشارد على حماية الحجاج والقوافل والطرق لكي يتمكنوا من السفر بكل حرية.

في يوليو 1192، هاجم جيش صلاح الدين الذي يضم الآلاف من الرجال فجأة يافا واحتلها، ولكن فقد صلاح الدين السيطرة عليهم بسبب غضبهم من مجزرة عكا. ويعتقد أن صلاح الدين أمر الصليبيين بأن يبقوا في قلعة المدينة حتى يقوم باستعادة السيطرة على جيشه مرة أخرى.
كان ريتشارد يريد العودة إلى إنجلترا عندما سمع الأخبار بأن صلاح الدين وجيشه احتلا يافا. ذهب ريتشارد رفقة قوة صغيرة تضم 2.000 رجل إلى يافا عن طريق البحر في هجوم مفاجئ. دخلت قوات ريتشارد يافا، وتم طرد الأيوبيين من المدينة بسبب الهجوم البحري الكبير الذي شنته السفن الإنجليزية عليهم. أطلق ريتشارد سراح الحامية الصليبية التي كانت في قلعة المدينة، وساعدت هذه القوات في تعزيز قوة جيشه. كان جيش صلاح الدين متفوقًا عدديًا، ومع ذلك، لم يقم إلا بالدفاع فقط عن المناطق التي كانت لا تزال في حوزته، ولم يحاول منذ ذلك الحين التقدم أكثر. أراد صلاح الدين القيام بهجوم مفاجئ سري في الفجر، ولكن تم كشفه؛ شرعت قواته بالهجوم إلا أن الجنود لم يأخدوا هذا الأخير على محمل الجد وعانوا من خسائر فادحة بسبب قذائف الجنود الصليبيين. انتهت معركة استعادة يافا بهزيمة صلاح الدين، الذي اضطر إلى التراجع. عزرت هذه المعركة موقف الدول الصليبية الساحلية إلى حد كبير.
في 2 سبتمبر 1192، بعد هزيمته في يافا، اضطر صلاح الدين إلى إبرام معاهدة مع ريتشارد، تبقي بيت المقدس تحت سيطرة المسلمين، في حين تسمح للحجاج والتجار المسيحيين العزل بزيارة المدينة. في حين أصبحت عسقلان قضية خلافية بين المسلمين والمسيحيين لأنها هددت الوحدة بين مصر وسوريا. في نهاية المطاف، تم الاتفاق على هدم دفاعات عسقلان، وأن تبقى تحت سيطرة صلاح الدين. غادر ريتشارد الأراضي المقدسة في 9 أكتوبر 1192.

## التداعيات
لم يكن كلا الطرفين راضين تمامًا عن نتائج الحملة. على الرغم من أن انتصارات ريتشارد حرمت المسلمين من الأراضي الساحلية المهمة وأعادت إنشاء الدول الفرنجية في فلسطين، إلا أن العديد من المسيحيين في الغرب اللاتيني شعروا بخيبة أمل لعدم استعادة بيت المقدس. وبالمثل، شعر العديد من الناس في العالم الإسلامي بالقلق من فشل صلاح الدين في كبح جماح المسيحيين في سوريا وفلسطين. ازدهرت التجارة في جميع أنحاء الشرق الأوسط وفي المدن الواقعة على طول ساحل البحر الأبيض المتوسط.
روى المؤرخ والباحث في سيرة صلاح الدين الأيوبي، بهاء الدين بن شداد، محنة هذا الأخير بسبب نجاحات الصليبيين: أخشى أن يحل السلام، وأنا لا أعرف ماذا سيحصل لي. أصبح عدونا قويًا، عندما استعاد العديد من الأراضي. وسوف يتقدم لاسترداد ما تبقى من أراضينا وسوف ترى كل واحد من الصليبيين يصعد إلى الأعلى (يقصد القلاع)، ويقول، «أنا يجب أن يبقى» وسيخرب العالم الإسلامي. هذه كلماته وجاء ليقولهم لي.
اعتقل ريتشارد وسجن في ديسمبر 1192 من قبل ليوبولد الخامس دوق النمسا، الذي اتهم ريتشارد بأنه قتل ابن عمه كونراد المونفيراتي. استاء ليوبولد أيضًا من قيام ريتشارد بهدم دفاعات عكا. نقل ريتشارد في وقت لاحق إلى سجن هنري السادس، الإمبراطور الروماني المقدس، الذي أعطيت له فدية مائة وخمسون ألف للإفراج عن ريتشارد. عاد ريتشارد إلى إنجلترا في 1194 و مات في 1199 عن سن 41 سنة.
في 1193، مات صلاح الدين بالحمى الصفراء. تنازع ورثته حول من الأحق بالخلافة، متسببين في ضياع جزئي لفتوحات صلاح الدين.
قتل هنري الشامباني عندما أوقعه شخص غير معروف قصدًا في 1197. تزوجت الملكة إيزابيلا للمرة الرابعة، من أمالريك اللوزينياني، شقيق غي اللوزينياني، الذي أصبح ملكًا لقبرص. بعد وفاتهم في 1205، نجحت ابنته الكبرى ماريا المونفيراتية (ولدت بعد مقتل أبيها) في الصعود على عرش بيت المقدس.
أدى قرار ريتشارد بعدم الهجوم على القدس إلى الدعوة إلى الحملة الصليبية الرابعة، ست سنوات بعد انتهاء الحملة الصليبية الثالثة في 1192. ومع ذلك، أبقت انتصارات ريتشارد سيادة الصليبيين على عكا. لخص المؤرخ توماس مادن إنجازات الحملة الصليبية الثالثة: ...لم يتوقع أي أحد النجاح الذي حققته الحملة الصليبية الثالثة. معظم انتصارات صلاح الدين في أعقاب معركة حطين تم مسحها. تعافت الممالك الصليبية من الانقسامات، واستعادت المدن الساحلية، وأبرمت معاهدة سلام مع أكبر عدو لها. على الرغم من أنهم فشلوا في استعادة القدس، وضع النصارى بمساعدة ريتشارد أقدامهم في الشام مرة أخرى.
كتب كتاب مجهول المؤلف يبين الأجواء المحيطة بالحملة الصليبية الثالثة هو الاستمرار الفرنسي القديم لوليام الصوري والذي كتبت بعض فقراته بواسطة إيرنول، أمبرواز، روجر الهودني، رالف الديسيتي، وجيرالد الويلزي.